# فيروسات معدلة وراثيا
الفيروسات المعدلة وراثيًا هي فيروسات مُعدّلة أو مُنتجة عن طريق استخدام طرق التكنولوجيا الحيوية، وما تزال قادرة بعد تطبيق هذه الطرق على الإصابة. يتضمن التعديل الجيني الإدخال الموجه أو الحذف أو التوليف الاصطناعي أو تغيير قواعد النوكليوتيدات في الجينوم الفيروسي. تنشأ الفيروسات المعدلة وراثيًا في الغالب عن طريق إدخال الجينات الأجنبية في الجينوم الفيروسي لأغراض الطب الحيوي، أو الزراعة، أو المكافحة الحيوية، أو الأهداف التكنولوجية. يمكن استخدام مصطلحَي الفيروس المعدل وراثيًا أو الفيروس المعدل عبر الهندسة الجينية.

## الاستخدامات بشكل عام
تنشأ الفيروسات المعدلة وراثيًا من خلال التعديل الجيني، والذي يتضمن الإدخال الموجه أو الحذف أو التوليف الاصطناعي أو تغيير تسلسل النوكليوتيدات في الجينومات الفيروسية باستخدام طرق التكنولوجيا الحيوية. في حين أن معظم الفيروسات ثنائية سلسلة الدنا تملك جينومات أحادية الجزء، فإن العديد من فيروسات الرنا تملك جينومات متعددة الأجزاء، فمن الممكن ألّا تكون جميع أجزاء الجينوم الفيروسي مُعدّلة من أجل تصنيف الفيروس على أنه معدل وراثيًا. يمكن أيضًا اعتبار الفيروسات المعدية القادرة على العدوى التي تتولد من خلال تخليق جيني اصطناعي لكل أو لجزء من جينوماتها على أنها فيروسات معدلة وراثيًا. لا تُعتبر الفيروسات التي تتغير بسبب طفرات جينية تنشأ عفويًا أو بسبب التأشّب أو إعادة التصنيف (حتى في البيئات التجريبية) عمومًا بأنها فيروسات معدلة وراثيًا.
يكون تعديل الفيروسات جينيًا بشكل عام بطريقة تسمح باستخدامها كناقلات لإدخال معلومات وراثية جديدة في كائن حي مضيف أو تغيير المادة الوراثية الموجودة مسبقًا. يمكن تحقيق ذلك من خلال ثلاث عمليات على الأقل:
1. اندماج كامل أو أجزاء من الجينوم الفيروسي في جينوم المضيف (في صبغياته مثلًا). عندما يندمج كامل الجينوم الفيروسي المعدل وراثيًا، يُصبح تصنيفه بأنه فيروس طليعي معدل وراثيًا. تُسمى العملية التي يندمج فيها الحمض النووي الفيروسي (الدنا أوالرنا) في جينوم المضيف باسم التنبيغ.
2. الحفاظ على الجينوم الفيروسي داخل الخلايا المضيفة ولكن ليس كجزء متكامل من جينوم المضيف.
3. في حين أنه يمكن تحرير الجينات عبر تعديل الجينوم الفيروسي باستخدام طرق التكنولوجيا الحيوية،[1] لكن لا تتطلب هذه العملية دمج الجينوم الفيروسي في جينوم المضيف.

لا تعتمد أي من هذه العمليات الثلاث على بعضها البعض. فعندما تُجرى العملية 2. فقط وينتج عنها جين مُعدل وراثيًا، سيُشار غالبًا إلى ذلك على أنه طريقة تعبير عابر.
تعد القدرة على إصابة الخلايا أو الأنسجة المضيفة أمرًا ضروريًا لجميع الاستخدامات التطبيقية للفيروسات المعدلة وراثيًا. ومع ذلك، تكون قدرة الفيروس على الانتقال (نقل العدوى بين الأفراد المضيفين)، إما غير مطلوبة أو غير مرغوب لمعظم التطبيقات. يعتبر انتقال الفيروس ضروريًا أو مرغوبًا فيه فقط في أقلية صغيرة من الاستخدامات، ومن الأمثلة على ذلك اللقاحات المعدية. وذلك لأن القابلية للانتقال تعقد بشكل كبير جهود مراقبة انتشار الفيروسات أو السيطرة عليها أو احتوائها.

## تاريخ
نُشر في عام 1972 أول تقرير عن إدخال تسلسل أجنبي في جينوم فيروسي، عندما استخدم بول بيرج إنزيم التقييد إيكوري (EcoRI) وليغاز الحمض النووي الريبوزي منقوص الأكسجين لإنشاء أول جزيئات حمض نووي مؤتلفة على الإطلاق. حدث ذلك من خلال ربط الحمض النووي من الفيروس القردي 40 مع فيروس لامدا. ومع ذلك، لم يُثبت أن أيًا من الفيروسَين كان قادرًا على العدوى أو التكاثر.
نشر كل من نورين موراي وكينيث موراي أول بحث في عام 1974 عن فيروس معدل وراثيًا يمكنه أيضًا التكاثر والانتقال. بعد شهرين فقط في أغسطس 1974، قدم كل من مارجوري توماس وجون كاميرون ورونالد دبليو ديفيز تقريرًا لإنجاز مماثل.
مثلت هذه التجارب ككل بداية تطوير ما سيُعرف في النهاية بالتكنولوجيا الحيوية أو طرق الحمض النووي المؤتلف.

## التطبيقات الصحية

### العلاج الجيني
يستخدم العلاج الجيني فيروسات معدلة وراثيًا لتوصيل الجينات التي قد تعالج الأمراض في الخلايا البشرية، ويمكن لهذه الفيروسات أن تنقل المادة الوراثية (أكانت دنا أو رنا) إلى الخلايا المستهدفة. يعمل العلاج الجيني أيضًا عن طريق تعطيل الجينات المحوّرة التي تسبب المرض باستخدام الفيروسات.
الفيروسات المُستخدمة في العلاج الجيني هي الفيروسات الغدانية والفيروسات البطيئة والفيروسات القهقرية وفيروسات الهربس البسيط. الفيروسات الأكثر شيوعًا المستخدمة في توصيل الجينات هي الفيروسات الغدانية؛ لأنها قادرة على حمل ما يصل إلى 7.5 كيلو بايت من الحمض النووي الأجنبي وتصيب نسبيًا مجموعة واسعة من الخلايا المضيفة، على الرغم من أنه من المعروف أنها تثير استجابات مناعية في المضيف وتعبيرها قصير المدى فقط. النواقل الشائعة الأخرى هي الفيروسات المرتبطة بالفيروسات الغدانية، والتي تملك سمية أقل وتعبير طويل المدى، ولكنها تستطيع أن تحمل فقط حوالي 4 كيلو بايت من الحمض النووي. فيروسات الهربس البسيط هي ناقل واعد، إذ تملك قدرة على حمل ما يزيد عن 30 كيلو بايت وتوفر تعبيرًا طويل المدى، على الرغم من أنها أقل كفاءة في توصيل الجينات من النواقل الأخرى. أفضل نواقل لدمج الجين على المدى الطويل في الجينوم المضيف هي الفيروسات القهقرية، لكن ميلها للاندماج العشوائي يمثل مشكلة في التعامل معها. تعد الفيروسات البطيئة جزءًا من نفس عائلة الفيروسات القهقرية مع ميزة إصابة كل من الخلايا المنقسمة وغير المنقسمة، بينما تستهدف الفيروسات القهقرية الخلايا المنقسمة فقط. تشمل الفيروسات الأخرى المُستخدمة كناقلات فيروسات ألفا، والفيروسات المصفرة، وفيروسات الحصبة، والفيروسات الربدية، وفيروسات داء نيوكاسل، وفيروسات الجدري، والفيروسات البيكورناوية.
ما تزال هذه الطرق في مراحل التجربة،  لكنها حققت بعض النجاحات، فقد استُخدمت لعلاج الاضطرابات الوراثية مثل نقص المناعة المشترك الحاد الناجم عن نقص الأدينوزين ديميناز، على الرغم من أن تطور سرطان الدم لدى بعض مرضى نقص المناعة المشترك الحاد، إضافة إلى وفاة جيسي جيلسنجر في تجربة أخرى أعاق تطوير هذه الطريقة لسنوات عديدة. في عام 2009، حدث تقدم آخر عندما استعاد طفل يبلغ من العمر ثماني سنوات مصاب بكمة ليبر الخلقية نظره الطبيعي. في عام 2016 حصلت شركة جلاكسو سميث كلاين على الموافقة على تسويق العلاج الجيني لنقص المناعة المشترك الحاد اعتبارًا من عام 2018. يوجد عدد كبير من التجارب السريرية قيد التنفيذ، بما في ذلك علاجات الهيموفيليا، والورم الأرومي الدبقي، ومرض الورم الحبيبي المزمن، والتليف الكيسي وأنواع مختلفة من السرطان. على الرغم من بعض النجاحات، لكن ما يزال يعتبر العلاج الجيني أسلوبًا محفوفًا بالمخاطر وما تزال الدراسات القائمة خاضعة لضمان السلامة والفعالية.